# Gutiérrez (Bolivia)
Gutiérrez è un comune (municipio in spagnolo) della Bolivia nella provincia di Cordillera (dipartimento di Santa Cruz) con 12.116 abitanti (dato 2010).

## Cantoni
Il comune è suddiviso in 2 cantoni.
- Gutiérrez
- Ipita